# CAPM
Capital Asset Pricing Model, CAPM (досл. з англ.  модель ціноутворення активів) — модель оцінки фінансових активів. Модель використовується для того, щоб визначити необхідний рівень прибутковості активу, який передбачається додати до вже існуючого добре диверсифікованого портфеля з врахуванням ринкового ризику цього активу.
| Фінанси | Це незавершена стаття з фінансів. Ви можете допомогти проєкту, виправивши або дописавши її. |